# De marmeren pendule
De marmeren pendule is een hoorspel van Roger Dixon. Het werd vertaald door Nina Bergsma en uitgezonden door de NCRV op maandag 24 juli 1961 (met een herhaling op 23 augustus 1968). De regisseur was Wim Paauw. De uitzending duurde 40 minuten.

## Rolbezetting
- Nina Bergsma (George & winkeljuffrouw)
- Wiesje Bouwmeester (juffrouw Gooding & secretaresse)
- Constant van Kerckhoven (Scathergate & vreemdeling)
- Louis de Bree (Charlie Patcham)
- Mien van Kerckhoven-Kling (Mary Patcham)
- Dick Scheffer (eerste agent & secretaris)
- Dick van ’t Sant (winkelbediende & tweede agent)
- Jo Vischer sr. (parkwachter)
- Jan Borkus (vreemdeling)
- Dries Krijn (Bill Partridge)
- Hans Veerman (tweede winkelbediende & inspecteur Watts)
- Tonny Foletta (ploegbaas & stem)

## Inhoud
Charlie Patcham gaat met pensioen, dat wil zeggen hij heeft de pensioengerechtigde leeftijd bereikt, maar echt pensioen zit er voor hem niet bij. Het is zo’n moeilijke tijd voor de directie, weet u! Wel wordt hem voor de Scathergate en Co. uit dank en waardering voor zijn 31 jaar trouwe dienst een antieke marmeren pendule aangeboden. Maar Charlies vrouw, Mary, kan de geschonken antiquiteit - of het monster, zoals zij het uitdrukt - maar matig waarderen en geeft hem daarom de raad het ding maar te verkopen. En zo trekt de goede man met de klok van het ene adres naar het andere. Geen enkele klokkenwinkel evenwel stelt belang in zijn pendule. Ze bieden hem er maximaal vijf gulden voor en daarmee basta! En terwijl Charlie, moe van het sjouwen, even op een bank uitrust met de klok naast hem, stapt er een vreemdeling uit, gaat naast hem zitten, geeft Charlie envelop met inhoud (en wat voor inhoud) en neemt de klok mee. Nog beduusd van het voorval biedt een moment later een andere man Charlie een soort klok aan - een kruising tussen een radiotoestel en wekker - neemt de envelop die Charlie nog in de hand heeft en verdwijnt weer. Zo is Charlie betrokken in een geheimzinnige spionage-affaire en moet hij wel voor iemand anders zijn aangezien.